# Stephen Glass – rubrikernas man
Stephen Glass - rubrikernas man är en amerikansk dramafilm med verklighetsbakgrund från 2003 i regi av Billy Ray, med Hayden Christensen, Peter Sarsgaard, Hank Azaria och Steve Zahn i huvudrollerna.

## Handling
Stephen Glass arbetar som journalist för den amerikanska tidningen The New Republic. Han är mycket omtyckt, och han tycks alltid vara journalisten som hittar de bästa historierna att publicera. Men vad ingen annan på tidningen vet är att han faktiskt fabricerar det mesta i sina artiklar.
Hans sista artikel för The New Republic handlar om en ung hackare som tar sig in på ett stort mjukvaruföretag - "Jukt Micronics" - och sedan blir betald av själva företaget för att hålla intrånget hemligt.
Den internet-baserade datortidningen Forbes läser hans artikel och börjar kolla upp varför inte de hade hört talas om det. När de faktagranskar allting i Glass artikel inser de att ingenting av det stämmer. Att personer som nämns i artikeln inte ens finns. Det blir en maktkamp mellan Glass och Forbes journalist Adam Pennenberg, som redan har bestämt sig för att sänka Glass...

## Rollista (urval)
- Hayden Christensen - Stephen Glass
- Peter Sarsgaard - Charles 'Chuck' Lane
- Chloë Sevigny - Caitlin Avey
- Rosario Dawson - Andy Fox
- Melanie Lynskey - Amy Brand
- Hank Azaria - Michael Kelly
- Steve Zahn - Adam Penenberg